# Parque Letná

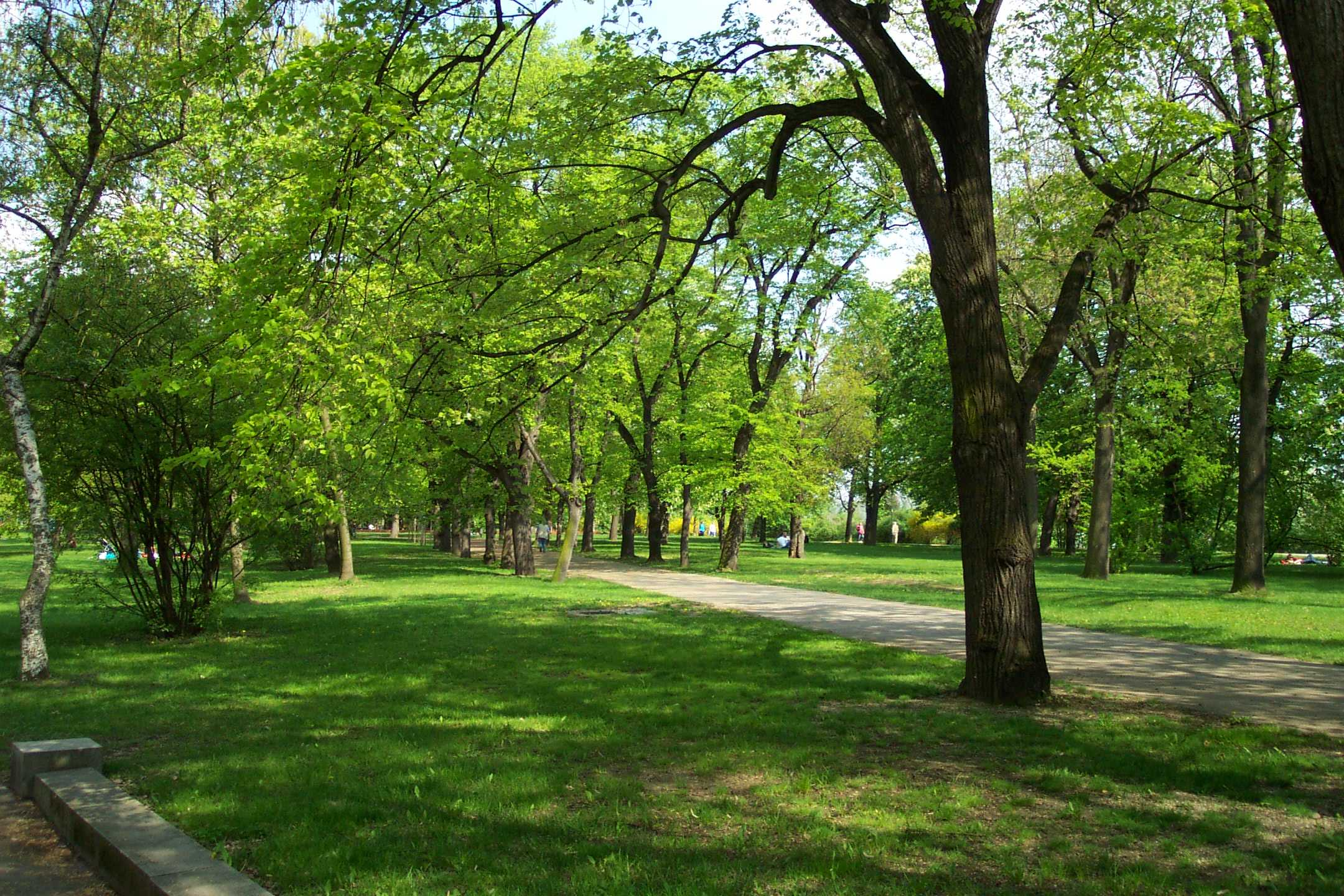
Parque Letná

El Parque Letná (en checo: Letenské sady) es un parque de la ciudad checa de Praga. El parque ocupa la zona más alta de una de las colinas que rodean el río Moldava. Del otro lado del río, está el barrio judío.
“Leten”, originalmente llamada “campo de verano” o “lugar para tomar el sol” obtuvo su importancia en la Edad Media, cuando se ubicaron allí los primeros campamentos militares debido a su situación estratégica. Las áreas fueron principalmente viñedos y jardines. No fue sino hasta finales del siglo XIX cuando comenzó a ser colonizada de forma sistemática. Con el tiempo, las llanuras de esta zona de la ciudad se convirtieron en lugar de reunión, de entretenimiento y de recreación. A finales del siglo XIX, y especialmente en el siglo XX, se desarrollaron aquí algunos acontecimientos importantes, como por ejemplo, la construcción del primer hipódromo de Praga, destruido en la Primera Guerra Mundial, que era de madera; o del estadio de fútbol del Sparta de Praga, a pocos metros de distancia del parque, que en la actualidad recibe el nombre de Generali Arena. Con la exposición del Jubileo de Praga de 1891, el Parque Letná adquirió tal importancia que se construyó el primer ferrocarril eléctrico checo, que atravesaba la llanura de norte a sur.
En 1955, un gran monumento a José Stalin fue erigido en el borde del Parque Letná como parte del culto a la personalidad de Stalin, cuya estatua fue destruida en 1962 a raíz de la crítica que hizo Jruschov a dicho culto a la personalidad. En su lugar se levantó en 1991 un metrónomo gigante conocido como la “máquina del tiempo” (stroj času). Durante la Revolución de Terciopelo, el Parque Letná fue el escenario de algunas de las manifestaciones más importantes contra el gobierno comunista. Los días 25 y 26 de noviembre de 1989 alrededor de 750.000 personas se manifestaron en este espacio.
Hoy en día el Parque Letná se concibe más como un área de recreo, de ocio y de práctica deportiva al aire libre ya que las grandes llanuras de la zona de “Letenské” atraen a muchos atletas aficionados a la práctica de deporte de cualquier tipo. La magnífica ubicación panorámica del parque unida a su extensión lo convierten en el lugar perfecto para grandes eventos. Un ejemplo de ello fue que Michael Jackson comenzó su gira mundial “HIStory” en el parque Letná el 7 de septiembre de 1996, con un concierto al que asistieron aproximadamente 127.000 personas.
Dentro del parque se encuentra el Pabellón Hanavský, construido en 1891 con motivo de la exposición del Jubileo de Praga y dotado de una estructura de hierro de estilo seudo-barroco alemán, es en la actualidad uno de los restaurantes más prestigiosos de Praga. Otro punto interesante del parque Letná es el carrusel más antiguo de Europa. Data de finales del siglo XIX y está equipado con 4 cochecitos y 19 caballos revestidos con auténtica piel de caballo. Sin embargo, no está abierto al público ya que está en proceso de restauración.